# John Eckhardt
John Henrik Wilhelm Eckhardt (sinh năm 1974) là một nhạc sĩ người Đức, nổi tiếng ở dòng nhạc Neue Musik và ngẫu hứng.

## Danh sách đĩa nhạc
- Xylobiont (Psi Records, 2008)
- Forests (Depth of Field Music, 2014)[2]
- Foresta: Bass, Space & Time (Depth of Field Music, 2016)
- Fatwires: The Wicked Path (Depth of Field Music, 2020)